# István Arató (Maler)
István Arató (* 19. August 1922; bis 1945 Stephan Meitner; † 15. Februar 2010 in Budapest, Ungarn) war ein ungarischer Maler.

## Leben
Arató entstammt einer jüdischen Familie, die nach Berlin übersiedelte und deren Mitglieder im KZ ermordet wurden (Vater ist wahrscheinlich der Maler László Meitner, geb. 1900, ermordet 1944). Seit 1937 absolvierte Arató ein Abendstudium an der Freien Malerschule bei Istvan Örkenyi-Strasszer in Budapest und war dort Schüler von Ágost Benkhard, und Lajos Szentivanyi. Als weitere Mentoren sind Rozs János, Bernáth Aurél zu nennen. Nach dem Abitur in Budapest arbeitet er zunächst als Fabrikarbeiter, im Krieg zunächst zwangsverpflichtet, wurde er dann 1944 in das KZ Bergen-Belsen deportiert. Arató legt nach 1945 seinen deutschen Namen ab. Nach dem Holocaust war Arató als Gewerkschaftsfunktionär tätig.
Zwischen 1945 und 1947 war Arató Gasthörer an der Hochschule für Bildende Kunst in Budapest, musste jedoch aus familiären Gründen das Studium niederlegen, und war danach als freischaffender Künstler tätig. Ab 1947 studierte Arató bei Börzsönyi Kollarits Ferenc und Novotny Emil Róbert an der Elektromos Művek szabadiskolájában, eine Einrichtung der Elektrik-Werke, die begabten Künstlern die Möglichkeit bot bei renommierten ungarischen Malern Meisterkurse zu belegen. Arató wurde in dieser Periode stark vom expressiven Stil und der außergewöhnlichen Begabung Novotnys inspiriert, dessen Wirkungskraft bis heute nicht von der Hand des Künstlers zu weisen ist. Arató pflegte freundschaftliche Beziehungen zu Kondor Béla, Duray Tibor, Barcsay Jenő, Bortnyik Sándor und weiteren. Er machte Bekanntschaft mit dem amerikanischen Künstler Jackson Pollock und dessen Drip Painting Technik (Dripping). Arató fertigte einige dieser abstrakt-expressionistischen Werke in kleinem Format an und verkaufte diese später an eine unbekannte amerikanische Sammlerin, um an Devisen zu gelangen. Ein letztes dieser Darstellungen befand sich zuletzt in Arató´s Privatbesitz.
Er verkaufte Arbeiten über den staatlichen Kunsthandel (Arbeiten befinden sich in Privatsammlungen der USA, BRD, Schweiz, Italien, Japan, England). Darüber hinaus wurden Gemälde über das Staatliche Kunstgewerbeunternehmen IDEA verkauft.
Der Künstler unternahm in den Jahren von 1956 bis 1982 zahlreiche Studienreisen, so zum Beispiel in die Sowjetunion nach Paris, nach Italien, in die Niederlande, in die DDR und die BRD.
Arató war Gründungsmitglied des Verbands junger Bildkünstler (bis 1959) und Mitglied der Szinyei Merse Gesellschaft (bis zur Auflösung).

## Stilistische Entwicklung
Um 1954 ist der Stil Aratós zunächst in der Nagybanya-Nachfolge unter besonderem Einfluss von L. Szentivanyi zu verorten, später ist er eher impressionistisch orientiert. Die jüngere Produktion ist in einer konstruktivistisch-kubistischen Stilrichtung. Arató behandelt vorzugsweise Stillleben mit Musikinstrumenten, stimmungsvolle Landschaften und häufig kleine winterliche Vorstädte von Budapest (wie Hügel von Budakalász; Schneeschmelze in Angyalföld, Öl, 1970) sowie dekorative Figurenkompositionen aus wenigen Farben mit stark reduziertem Hintergrund (wie Arbeiterporträt und Arbeiterin aus Angyalföld). Anknüpfend an die Tradition der Tiefland-Maler sind ein monochromes (grau, blau und dunkelbraun) Kolorit mit pastosem Auftrag und dunklen Konturen sowie eine tektonisch verfestigte Komposition charakteristisch. Sein künstlerisches Spätwerk widmet Arató klassischen Landschaftsdarstellungen, die sich durch ihre monochrome Stimmung und meisterlichen Beherrschung der Landschaftskomposition auszeichnen.

## Ausstellungen
- Ab 1954 Gruppenausstellungen in Budapest und Miskolc
- 1957 Budapest, Nationalsalon: Jugend-Ausstellung
- 1964 Szeged, Gulicsy-Saal
- 1965 Budapest, Károlyi Strasse 12 (Kat.)
- 1966 Békéscsaba, Mihály-Munkácsy-Saal
- 1970 Nagykanizsa, J.Egry-Saal
- 1973 Szekszárd, Szinyei-Merse-Saal
- 1974 Budapest Pesterzsebet, Kulturhaus der Metallarbeitergewerkschaft
- 1974 Kunsthalle Budapest: Künstler aus Budapest-Angyalfold
- 1977 Salgótarján, Gal. (Kat.)
- 1978 Nagymaros, 9. Nagymiroser Sommerschau
- 1979 Eger, Gyula-Rudnay-Saal
- 1981 Budapest, L. Pail-Saal
- 1982 Böblingen, Galerie der Kreissparkasse (zusammen mit E. Marsovszky)
- 1982 Stuttgart, Katharinenhospital Sammlung Delly-Rozsi/Vamosi
- 1983 Gyöngyös, A.Diosy-Saal
- 1985 Budapest, Derkovits-Saal
- 1987 Budapest, Derkovits-Saal
- 1998 Budapest, Játékszín
- 2007 Budapest, XIII. ker. Városház Galéria

## Kataloge
- 1957 Budapest, National-Salon: Jugend-Ausstellung
- 1958 Ernst Mus.: Studio junger bild. Künstler
- 1974 Kunsthalle: Künstler aus Budapest-Angyalfold
- 1978 Nagymaros: 9. Nagymiroser Sommerschau